# Ингварь Игоревич
Ингварь Игоревич, в крещении Козьма (ум. 1235) — рязанский князь (1217—1235).

## Биография
В 1207 году, во время похода Всеволода Большое Гнездо на юг, он был оговорён детьми Владимира Глебовича в измене и вместе с другими рязанскими князьями был отправлен Всеволодом в заключение, из которого освобождён лишь преемником Всеволода, Юрием, в 1212 году.
В 1217 году Глеб Владимирович хотел хитростью погубить своих двоюродных братьев, в том числе и Игоревичей, и с этой целью пригласил их на съезд в Исадах. Ингварь Игоревич избежал гибели, не приехав на съезд, в то время как его братья Глеб (?) и Роман погибли. Летопись не сообщает о времени и обстоятельствах занятия рязанского стола Ингварем, но в 1219 году он разбил Глеба и приведённых им половцев, затем, запросив помощь у великого князя Владимирского Юрия Всеволодовича, разбил их ещё раз. Глеб бежал к половцам и сошёл с ума, Константин спустя 20 лет участвовал в борьбе за Галич на стороне Ростислава Черниговского.
В 1220 году недалеко от Рязани основал Ольгов монастырь.
Имеющаяся в историографии версия, что Ингварь Игоревич скончался в 1235 году идет, скорей всего, от Татищева, однако никакого подкрепляющего свидетельства других памятников она не имеет. Вместе с тем, имеется известие Воскресенской летописи под 1217 «а по Ингваре княжиста дети его Роман, Юрьи, Олег», и в 1237 оду, действительно, княжили уже они.
Существует проблема — является ли Ингварь Игоревич одним лицом с приписываемым ему сыном Ингварем Ингваревичем, по мнению некоторых исследователей, «династическим фантомом». Данный «сын», как считается, фигурирует в 1237 году во время разорения Рязани Батыем. Если отождествление «отца» и «сына» как одного князя верно и если Ингварь Игоревич дожил до 1237 года, то именно Ингварь Игоревич — участник этих трагических событий.
Согласно Первой Новгородской летописи, в момент пришествия Батыя в Рязани сидит князь Юрий Игоревич — брат Ингваря Игоревича («дядя» Ингваря Ингваревича). Судя по всему, Ингварь в момент нападения в городе отсутствует. «При таком положении дел оказывается возможным условно отождествить князя Ингваря Ингоревича, персонажа поздней рязанской повести, с Ингварем Игоревичем, сыном Игоря Глебовича, который возвращается в разоренный татарами город и оплакивает своих родичей».

## Семья
Отец: Игорь Глебович
Братья:
- Роман Игоревич (ум. 1217) — удельный рязанский князь.
- Юрий Игоревич — удельный рязанский князь (1207).

Жена: Аграфена Ростиславна
Дети:
- Юрий — великий князь Рязанский (1235—уб.1237).
- Роман (уб. 1237) — участник коломенской битвы.
- Олег Красный (ум. 1258) — великий князь рязанский (1252—1258).
- Евдокия (ум. 1278) — жена 1-го князя углицкого Владимира Константиновича.

В Воскресенской летописи под 1217 годом перечисление Ингваревичей Роман, Юрий, Олег указывает на старшинство Романа.
- «Повесть о разорении Рязани Батыем» также упоминает как его сына князя Ингваря Ингваревича (о возможной историографической ошибке — см. выше).